# El hombre inconcluso
El hombre inconcluso es una película de suspenso policial argentina de 2022 dirigida y escrita por Matías Bertilotti. Narra la historia de un oficial de policía que debe resolver un asesinato ocurrido en su pueblo natal cometido presuntamente por un hombre con su mismo nombre. Está protagonizada por Gastón Ricaud, Carlos Santamaría, Nicolás Pauls, Paula Sartor, Víctor Laplace y Ernesto Claudio. La película se estrenó el 24 de noviembre de 2022 en las salas de cines de Argentina.

## Sinopsis
La historia sigue la vida de Julián Gianoglio, una oficial de policía radicado en la ciudad que un día recibe una llamada desde Carmen del Sauce, su pueblo natal solicitando la captura de un hombre que tiene su mismo nombre, su misma fecha de nacimiento y el mismo documental de identidad, que asesinó a uno de los habitantes más antiguos de la localidad conocido como «el Alemán» y ahora su paradero es desconocido, por lo cual, Julián se dirige al pueblo para resolver un misterio que lo coloca como sospechoso.

## Reparto
- Gastón Ricaud como Julián Gianoglio
- Carlos Santamaría como Ignacio Rodríguez
- Nicolás Pauls como Julián
- Paula Sartor como Lucía
- Víctor Laplace como Reynaldo
- Ernesto Claudio como Alberto «El Alemán» Müller
- Gabriela Licht como Norma
- Tiziano Acosta como Nicolás
- Mariano Bernachea como Francisco
- Alejandro Scholler como Mariano

## Recepción

### Comentarios de la crítica
La película recibió críticas mixtas a positivas por parte de la prensa. Juan Pablo Cinelli de Página 12 calificó a la cinta con un cinco (5) y expresó que «el problema no es que El hombre inconcluso sea una película de recursos escasos, sino que, por lo contrario, se excede en las decisiones formales que le van dando forma al relato». Jesús Rubio de La Voz del Interior resaltó que «el filme es un policial directo y efectivo, que mantiene el suspenso con una ejecución digna y con buenas intenciones».
En una reseña para Bendito Spoiler, Andrea Báez escribió «El hombre inconcluso es un policial impecable, dramático y completamente disfrutable». Emiliano Basile de Escribiendo cine destacó que «el director Matías Bertilotti nos sumerge en la sórdida historia que se cuenta, con un impecable trabajo técnico e inmejorables actuaciones».

### Premios y nominaciones
| Festival/Premio                                                  | Fecha del evento                  | Categoría                          | Receptor             | Resultado | Ref.   |
| ---------------------------------------------------------------- | --------------------------------- | ---------------------------------- | -------------------- | --------- | ------ |
| Festival Rencontres du Cinéma Latino-Américain                   | 22 al 28 de marzo de 2023         | Premio del público                 | El hombre inconcluso | Ganador   | [ 9 ]  |
| Festival Internacional de Cinema I Drets Humans de Molins de Rei | 27 de marzo al 1 de abril de 2023 | Mejor película                     | El hombre inconcluso | Ganador   | [ 9 ]  |
| Premios Sur                                                      | 28 de agosto de 2023              | Mejor maquillaje y caracterización | Mónica Acuña         | Nominada  | [ 10 ] |